# Diocese de Sinop

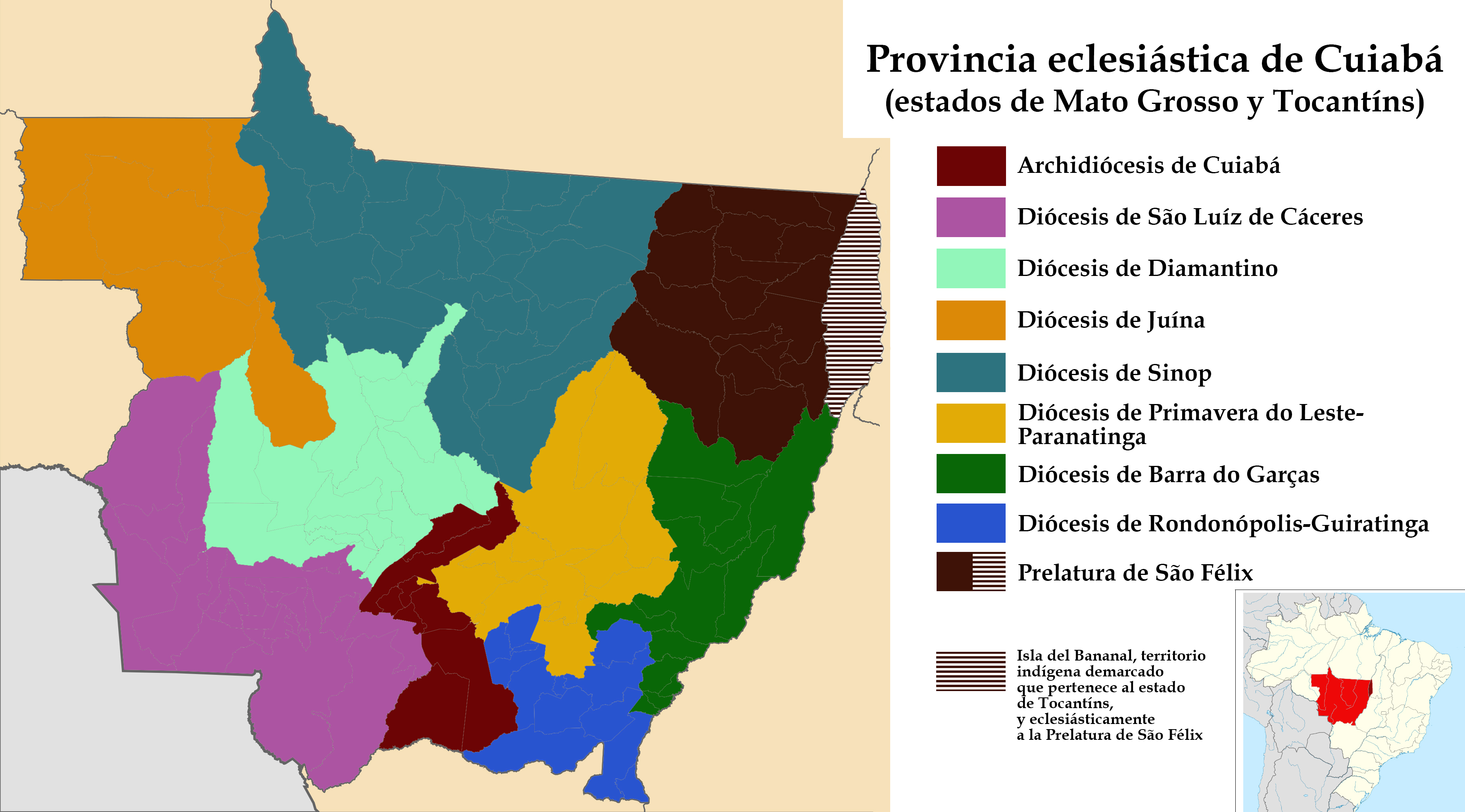
Província Eclesiástica de Cuiabá.

A Diocese de Sinop (Dioecesis Sinopensis) é uma circunscrição eclesiástica da Igreja Católica no Brasil, pertencente à Província Eclesiástica de Cuiabá e ao Regional Oeste II da Conferência Nacional dos Bispos do Brasil, sendo sufragânea da Arquidiocese de Cuiabá. A sé episcopal está na Catedral Sagrado Coração de Jesus, na cidade de Sinop, no estado do Mato Grosso.

## Histórico
A Diocese de Sinop foi erigida a 6 de fevereiro de 1982, pelo Papa João Paulo II, através Constituição Apostólica Sinopense (Constitutio Apostolica Sinopensis). Desmembrando-a da Diocese de Diamantino.
A criação da diocese ocorreu poucos anos após a emancipação do município, ocorrida em 1979.

## Bispos
|                 | Nome                     | Período    | Notas  |
| Bispos          | Bispos                   | Bispos     | Bispos |
| --------------- | ------------------------ | ---------- | ------ |
| 3º              | Canísio Klaus            | 2016-Atual |        |
| 2º              | Gentil Delazari          | 1995-2016  |        |
| 1º              | Henrique Froehlich, S.J. | 1982-1995  |        |
| Bispo-coadjutor |                          |            |        |
|                 | Gentil Delazari          | 1994-1995  |        |

## Demografia
Em 2014, a diocese contava com uma população aproximada de 650.000 habitantes, com 82,2% de católicos.
O território da diocese é de 191.000 km², organizado em 33 paróquias.